# Bénédicte Kurzen
Bénédicte Kurzen, née en 1980 à Lyon, est une photographe et photojournaliste française.

## Biographie
Bénédicte Kurzen est titulaire d'une maîtrise en histoire contemporaine de l’université de la Sorbonne à Paris. Elle étudie également la sémiologie pendant une année, avant la rédaction de sa thèse sur le « mythe du photographe de guerre », un sujet qui l’inspire à devenir elle-même conteuse visuelle.
Son travail est publié dans le New York Times, Paris Match, le New Yorker, Le Monde Magazine ou encore Newsweek,,,,.

## Carrière professionnelle
En 2003, Bénédicte Kurzen déménage en Israël, où elle couvre en tant que pigiste les conflits qui émanent de la bande de Gaza, de l’Irak et du Liban. C’est à cette période qu’elle débute véritablement la photographie.
Dès 2004, ses travaux photographiques se tournent vers un style plus documentaire. La photographe s’attache se concentre alors sur la vie des volontaires kamikazes et des veuves originaires de la bande de Gaza. Elle contribue avec ce travail au projet international du groupe Violence Against Women, en collaboration avec Médecins Sans Frontières (MSF) et Amnesty International.
Bénédicte Kurzen s'installe à Johannesbourg en 2005, où elle co-fonde Eve Photographers, un collectif de six femmes photographes dont les principales thématiques se focalisent sur les « femmes », et en particulier sur les questions liées à la maternité. Sur place, elle réalise un reportage sur le sida et l’enfantement en Afrique,.
Pendant près de dix années, Bénédicte Kurzen suit les conflits et les changements socio-économiques en Afrique. En Afrique du Sud, où elle est basée, elle explore les défis sociaux de la société post-apartheid produisant les séries Next of Kin, The Boers Last Stand et Amaqabane, sur la vie des anciens combattants anti-apartheid. Le projet Amaqabane est produit dans le cadre de la prestigieuse World Press Joop Swart Masterclass en 2008,. 
En 2011, elle est lauréate d’une bourse du Pulitzer Center, qui lui permet de produire un travail sur le Nigeria, A Nation Lost to Gods. Les photographies sont présentées à Visa pour l'Image et la photographe est nommée pour le Visa d'Or 2012,.
Après être devenue membre à part entière de l’agence NOOR en 2012, elle choisit de déménager à Lagos, où elle poursuit sa couverture de l'Afrique et du Nigeria,. 
En 2015, son travail d’investigation aboutit à l’exposition Shine Ur Eye, en collaboration avec Robin Maddock et Crisitina de Middel. Le projet est notamment présenté au Lagos Photo Festival et à la Photo London.
Parallèlement, Bénédicte Kurzen devient maître de conférences en journalisme pour l'American University of Nigeria.

## Distinctions
- 2019, Prix World Press Photo, catégorie portraits, avec Sanne De Wilde[17]